# Ла-Рода-де-Андалусія
Ла-Рода-де-Андалусія (ісп. La Roda de Andalucía) — муніципалітет в Іспанії, у складі автономної спільноти Андалусія, у провінції Севілья. Населення — 4451 особа (2010).
Муніципалітет розташований на відстані близько 370 км на південь від Мадрида, 110 км на схід від Севільї.
На території муніципалітету розташовані такі населені пункти: (дані про населення за 2010 рік)
- Лос-Перенос: 34 особи
- Лос-Перес: 54 особи
- Ла-Рода-де-Андалусія: 4363 особи

## Демографія
Динаміка населення (INE ):